# 巴黎聖母院重新開放儀式
巴黎聖母院重新開放儀式是於2024年12月7日於法國巴黎舉行的官方揭幕典禮，標誌著中世紀教堂巴黎聖母院在經歷2019年4月15日大火造成尖塔與屋頂焚毀、內部嚴重受損後，歷時五年的修復工程正式完成並對外重新開放。
儀式由巴黎總主教洛朗·烏立克主持，法國總統艾曼紐·馬克宏及多位政要，包括現任與前任的國家元首與政府首腦均出席典禮。隔日，即12月8日舉行了首場彌撒，並於儀式中為新祭壇舉行了祝聖儀式。其後數日內，巴黎聖母院亦舉行多場公開彌撒與宗教活動。

## 背景

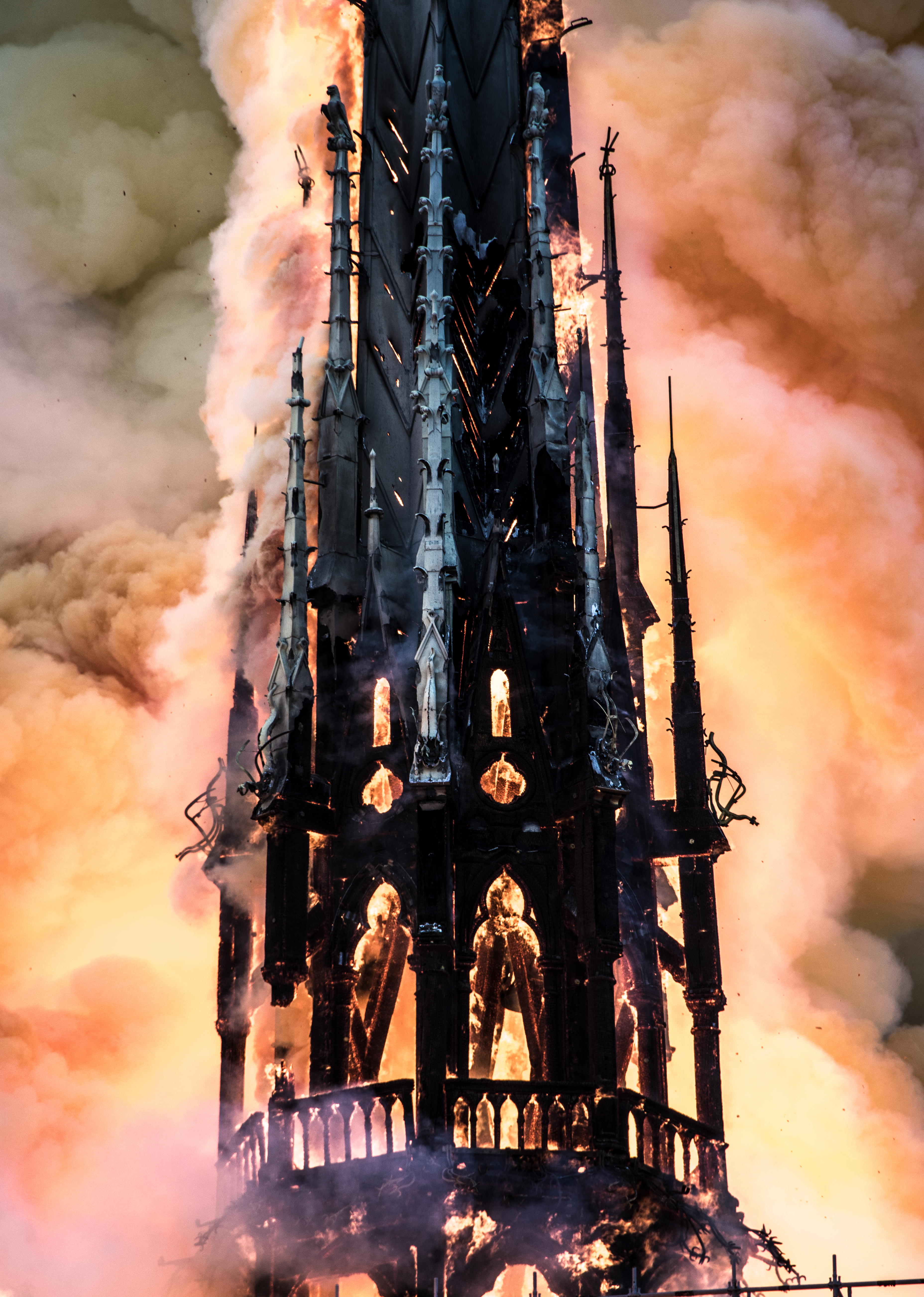
在大火期間被燒毀的巴黎聖母院尖塔。

2019年4月15日法國當地時間下午6時20分前，巴黎聖母院的閣樓發生一起建築火災。火勢撲滅前，教堂的尖塔倒塌，大部分木製屋頂焚毀，教堂上部牆體亦嚴重受損。由於拱頂的石造天花板在火災期間有效遏止燃燒的屋頂掉落至內部，因此內部未遭受大規模破壞。許多藝術品與宗教聖物被成功轉移至安全處，但部分物品仍受到煙燻損害，一些外部藝術裝飾則被損壞或焚毀。祭壇、兩座管風琴以及三扇13世紀的玫瑰窗幾乎未受損。不過，火災也造成巴黎聖母院及其周邊區域受到有毒粉塵與鉛塵污染。
火災受到法國和全世界的關注，2019年4月17日，法國總統艾曼紐·馬克宏宣布將重建巴黎聖母院，修復期限規劃為五年。截至2021年9月，捐款總額已超過8億4000萬歐元，作為重建工程之用。
2024年11月29日，即正式重新開放前八日，馬克宏與夫人碧姬·馬克宏偕同巴黎總主教洛朗·烏立克以及法國國家古蹟總建築師菲利普·維勒納夫一同參觀了整修後的巴黎聖母院。

## 活動流程

### 12月7日
重新開放儀式於當地時間下午7時00分正式展開，巴黎聖母院的鐘聲自2019年以來首次再度響起，象徵大門的重新開啟。巴黎總主教洛朗·烏立克以他的牧杖三次敲擊封閉的大門。這根牧杖是由一根在大火中倖存的屋頂橫梁製成。隨後，在指揮亨利·沙萊帶領下，巴黎聖母院合唱團三次吟唱拉丁文版的《詩篇第122篇》（英文開頭為「我歡喜，因為有人對我說，我們要進耶和華的殿」）。第三次吟唱時，大門正式開啟，合唱團接著演唱由波蘭作曲家亨里克·戈雷茨基創作的《Totus Tuus》。隨後，烏立克總主教與法國總統馬克宏帶領一小型儀典團隊步入中殿，其他來賓早已在殿內就座。
下午7時20分，現場播放了一段影片介紹火災造成的損害及修復過程；巴黎聖母院的西立面上也投影出多種語言的「法語：」（感謝）字樣。當年參與救火的160位消防員，以及參與重建的工匠與職人站立於賓客面前，現場響起掌聲向他們致意。

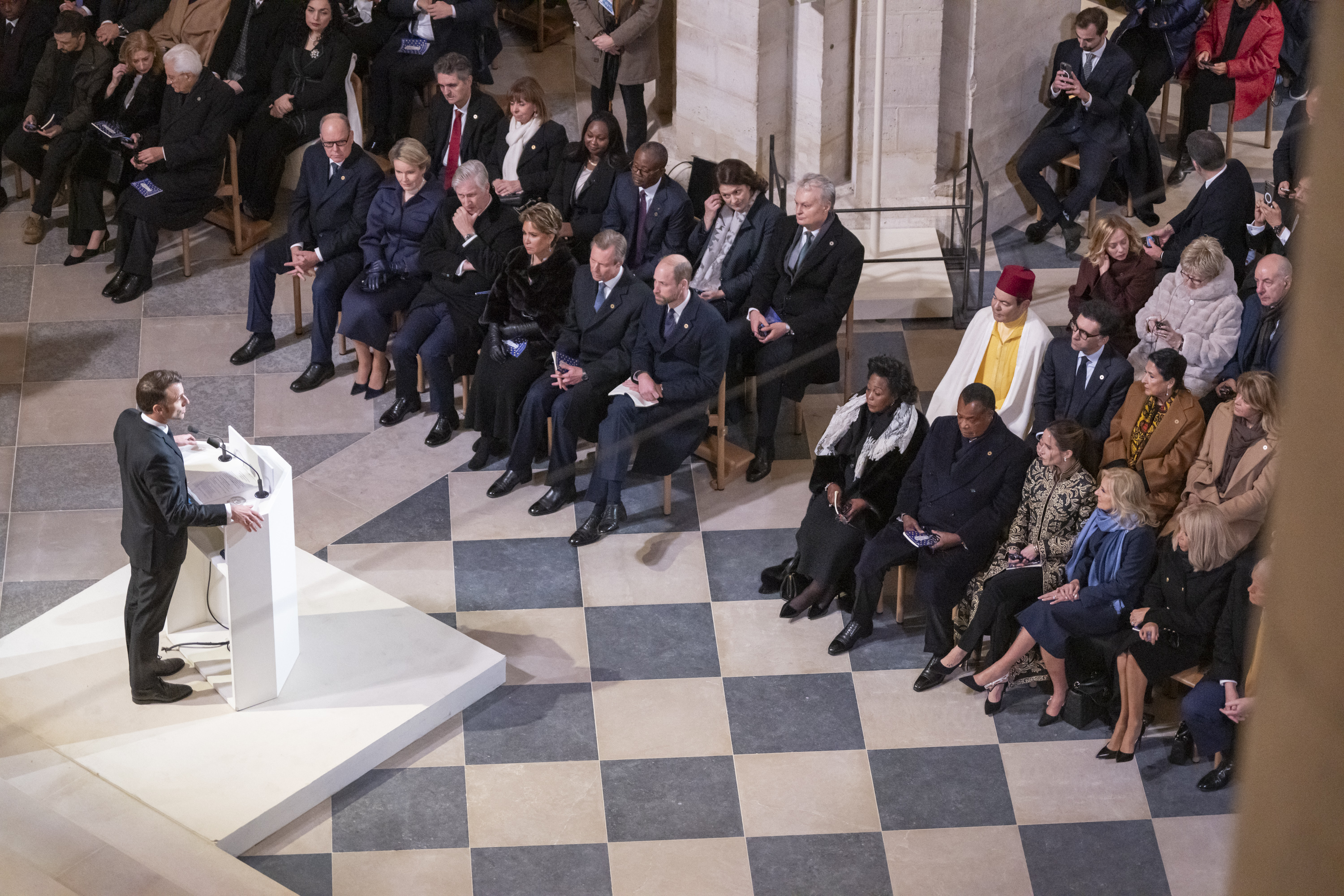
法國總統馬克宏在巴黎聖母院重新開放儀式演講。

隨後，雷诺·卡普颂與葛替耶爾·卡普頌兄弟演奏格奥尔格·弗里德里希·亨德尔《G小調大鍵琴組曲》（HWV 432）中的《帕薩卡利亞舞曲》改編曲，他們是是這次活動中唯一現場演奏的表演者。馬克宏總統發表致詞，向所有參與修復工程的人員致以謝意。最後，法國宗座大使、總主教切萊斯蒂諾·米廖雷代為宣讀教宗方濟各的書面訊息。由於教宗即將出訪科西嘉，因此未能親自出席典禮。教宗在訊息中表達了「以精神與祈禱」與現場人士同在的喜悅之情。
第一場彌撒於下午7時40分開始，巴黎總主教烏立克為修復完成的管風琴進行祝福。這是該樂器自2019年大火以來首次再次奏響，由管風琴師奧利維耶·拉特里、文森·迪布瓦、蒂埃里·埃斯卡什與蒂博·法若勒斯即興演奏了一系列應答曲。
儀式內容還包括條幅遊行、祈禱、讚美詩與其他合唱曲目，其中包含《讚美頌》以及由伊夫·卡斯塔涅特全新編曲的《尊主頌》。在講道中，烏立克強調教會「不僅屬於王公、領袖與顯貴」，而是「大門對所有人敞開」，包括外國人與非信徒。
此外，神職人員首次穿上由時裝設計師尚-夏爾·德·卡斯泰爾巴扎克設計的新款禮儀服飾。
原訂於教堂前廣場舉行的戶外音樂會，因預測將受達拉赫風暴影響，改由法國電視台提前一天錄製，並於儀式結束後的下午9點05分播出。演出陣由古斯塔沃·杜達梅爾指揮法國廣播愛樂樂團演出，並演奏貝多芬《第五號交響曲》。其後，鋼琴家郎朗演奏卡米爾·聖桑《第二號鋼琴協奏曲》，馬友友則詮釋巴赫《無伴奏大提琴組曲第一號》前奏曲，和小提琴家丹尼爾．洛扎科維奇演出巴赫《G弦上的咏叹调》。
演出亦涵蓋多位知名獨唱與流行音樂表演者，包含女高音普麗媞·楊蒂與茱莉·福許、歌手安熱莉克·基喬與希芭·塔瓦吉，
美國嘻哈歌手法瑞爾·威廉斯演唱其代表作《Happy》，瑪莉詠·柯蒂亞演唱法國國歌《馬賽進行曲》，加魯演唱音樂劇《鐘樓怪人》選段，以及班傑明·伯恩海姆、卡蒂雅·布尼亚季什维利與丹尼爾·洛扎科維奇、維揚內、克拉拉·盧恰尼等人
郎朗與班傑明·伯恩海姆將共同發行一首特別合唱曲獻給巴黎聖母院。他們錄製了雅克·布雷尔的經典歌曲〈Quand on n'a que l'amour〉（〈當我們只擁有愛〉），由美國作曲家蘭迪·柯柏重新編曲。音樂會最終由DJ邁克爾·卡尼特羅特（Michael Canitrot）壓軸結合電子音樂與聲光投影下告終。

### 12月8日

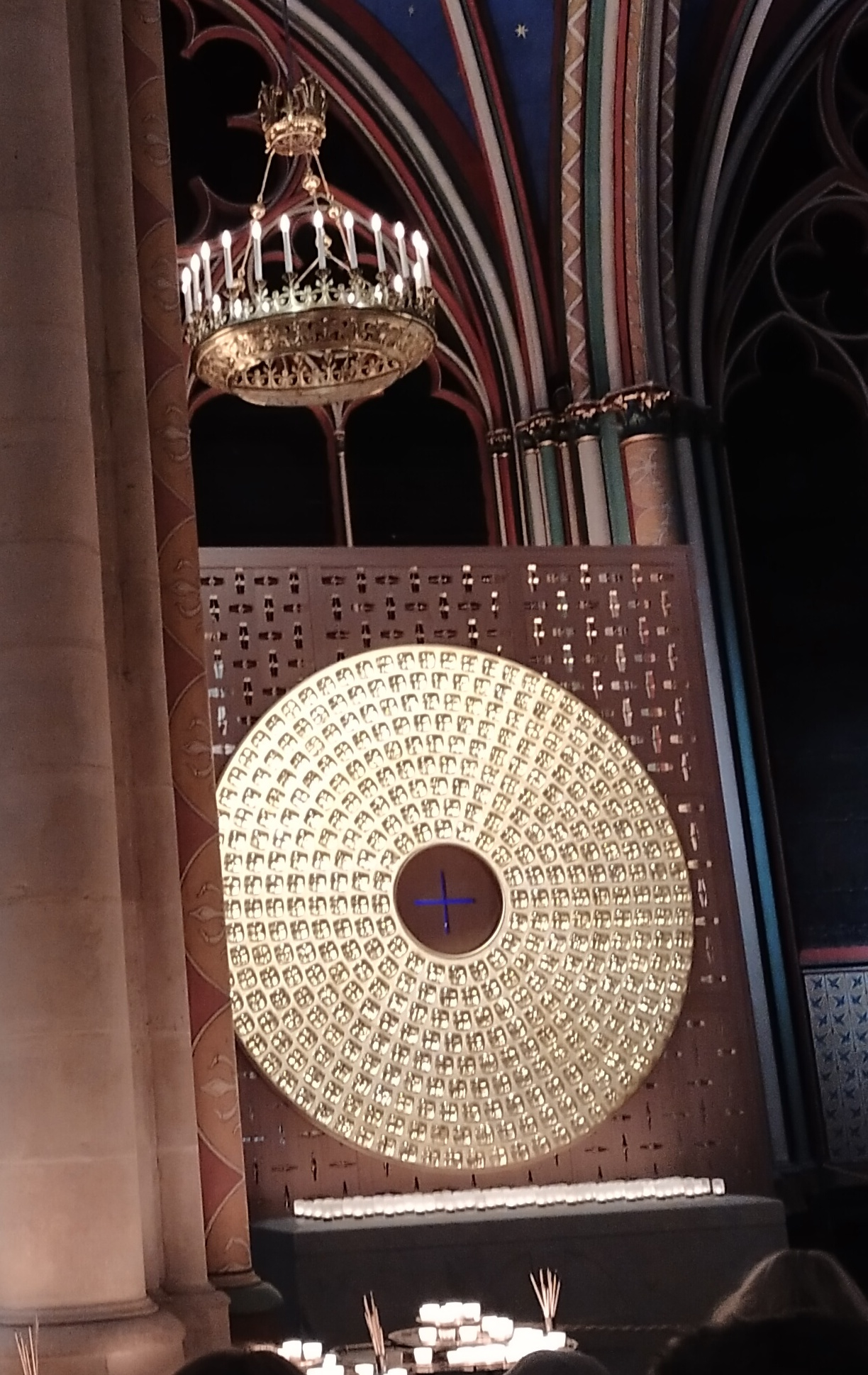
「荆棘王冠」重返巴黎聖母院

弥撒開幕式當日在聖母無染原罪瞻禮暨將臨期第二主日舉行，於當地時間上午10時30分在聖母院舉行，由烏立克總主教主祭，他為新的祭台舉行了奉獻禮，並將五位聖人的聖髑安放於其中。 法國總統馬克宏及其夫人、其他多國元首與政府首長以及法國政要均再次出席典禮。
應總主教邀請，來自法國與世界各地的近170位主教參與了彌撒，另有天主教巴黎总教区106個堂區各派一位神父，以及七個東儀天主教會各派一位神父與其堂區信徒共同出席。 參與神職人員包括弟茂德·彌額爾·多蘭樞機、贝沙拉·布特罗斯·拉伊樞機、道明·杜卡樞機及伊蒙·馬丁總主教。
當地時間18時30分，巴黎聖母院舉行了修復後首次對公眾開放的彌撒。

### 後續活動
自12月8日至15日，聖母院舉行了一系列特殊禮儀作為「八日慶期」的一部分，其中包括於12月13日迎回荆棘王冠，所有活動均透過法國天主教電視頻道KTO進行現場轉播。 約翰·塞巴斯蒂安·巴赫的《聖母頌》音樂會於12月17日與18日舉行兩場，週期性音樂會與其他活動將持續至2025年6月。
除彌撒時間外，聖母院於12月9日下午3時30分首次重新對公眾開放，但第一週實施限制開放時段。正常開放時間自12月16日開始， 參觀者須事先透過聖母院網站預約。

## 出席者

### 法國
在12月7日的重啟典禮上，法國總統馬克宏由其妻子碧姬·馬克宏與巴黎市長安娜·伊达尔戈陪同出席。現任與前任政府代表包括即將卸任的總理米歇爾·巴尼耶，以及其前任愛德華·菲利普與加布里埃爾·阿塔爾；前總統尼古拉·薩科齊與弗朗索瓦·奥朗德亦與其配偶卡拉·布魯尼（身穿迪奧禮服）與朱莉·加耶出席；文化部長拉希妲·達狄，以及前部長傑克·朗與布魯諾·勒梅爾亦在場。
其他出席典禮的政界人士包括國民聯盟的瑪琳·勒龐與喬丹·巴德拉，以及民主運動的弗朗索瓦·貝魯。 巴黎伯爵让亦有出席。此外，主要捐資者弗朗索瓦-亨利·皮諾與其妻莎瑪·海耶克、貝爾納·阿爾諾也出席典禮，此外還有演員卡洛·波桂、記者洛朗絲·費拉里與設計師尚-夏爾·德·卡斯泰爾巴扎克。

### 國際人士
12月7日的典禮亦吸引眾多國際現任與前任元首及政府首腦，以及多個國際組織的高階代表出席。 其他國際嘉賓包括美國前國務卿約翰·克里與企業家伊隆·馬斯克。
各國與次國家地區首長
- 埃迪·拉马，阿爾巴尼亞總理，與配偶琳達·拉瑪（英语：Linda Rama）[39]
- 霍安·恩里克·比韦斯-西西利亚，安道爾親王，與副王代表約瑟·瑪麗亞·毛里（英语：Josep Maria Mauri）[39]
- 羅德尼·威廉斯，安地卡及巴布達總督，與妻子桑德拉·威廉斯爵士夫人[39]
- 尼科爾·帕希尼揚，亞美尼亞總理，與配偶安娜·哈科比揚（英语：Anna Hakobyan）[39][44]
- 卡爾·內哈默，奧地利總理，與配偶卡塔琳娜·尼德茨基[39]
- 菲利普國王與瑪蒂爾德王后[45]
- 熱利科·科姆希奇，波士尼亞與赫塞哥維納主席團成員[39]
- 魯門·拉德夫，保加利亞總統，與第一夫人德西斯拉娃·拉德娃（英语：Desislava Radeva）[39]
- 費利克斯·齊塞克迪，剛果民主共和國總統，與第一夫人德尼絲·尼亞克魯·齊塞克迪（英语：Denise Nyakéru Tshisekedi）[39]
- 德尼·薩蘇-恩格索，剛果共和國總統，與第一夫人安托瓦內特·薩蘇-恩格索（英语：Antoinette Sassou Nguesso）[39]
- 佐蘭·米拉諾維奇，克羅埃西亞總統，與第一夫人桑婕·穆西奇·米拉諾維奇（英语：Sanja Musić Milanović）[39]
- 阿拉爾·卡里斯，愛沙尼亞總統，與第一夫人希爾耶·卡里斯（英语：Sirje Karis）[39]
- 亞歷山大·斯圖布，芬蘭總統[39]
- 布里斯·奧利吉·恩圭馬，加彭過渡總統，與第一夫人齊塔·尼昂格·奧利吉[39]
- 萨洛梅·祖拉比什维利，喬治亞總統[39]
- 弗兰克-瓦尔特·施泰因迈尔，德國總統，與第一夫人埃爾克·施泰因迈尔（英语：Elke Büdenbender）[45]
- 卡特里娜·萨克拉罗普卢，希臘總統，與伴侶帕夫洛斯·科特索尼斯[39]
- 烏馬羅·西索科·恩巴洛，幾內亞比索總統[39]
- 舒尤克·道马什，匈牙利總統[46]
- 塞爾焦·馬塔雷拉，義大利總統，與女兒勞拉·馬塔雷拉（英语：Laura Mattarella）[45]
- 焦爾吉婭·梅洛尼，義大利總理[47]
- 維約薩·奧斯馬尼，科索沃總統，與第一先生普林頓·薩德里烏[39][48]
- 內奇爾萬·巴爾扎尼（英语：Nechirvan Barzani），庫德斯坦地區總統[39]
- 菲利普王子，代表漢斯-亞當二世親王出席[39]
- 吉塔納斯·瑙塞達，立陶宛總統，與第一夫人戴安娜·瑙塞迪耶內（英语：Diana_Nausėdienė）[39]
- 盧森堡大公亨利與盧森堡大公妃[39]
- 摩納哥親王阿爾貝二世[45]
- 穆莱·拉希德王子，代表摩洛哥國王穆罕默德六世[49]
- 迪克·斯霍夫，荷蘭總理[39]
- 戈尔达娜·西莉娅诺夫斯卡-达夫科娃，北馬其頓總統[39]
- 宋雅王后，代表哈拉尔五世出席[39]
- 圣地亚哥·培尼亚，巴拉圭總統，與第一夫人萊蒂西亞·奧坎波斯（英语：Leticia Ocampos）[39]
- 安傑伊·杜達，波蘭總統，與第一夫人阿加塔·科爾豪澤-杜達（英语：Agata Kornhauser-Duda）[39]
- 弗朗索瓦·勒戈，魁北克（加拿大）省長[50]
- 法蘭切絲卡·奇韋爾基亞（英语：Francesca Civerchia）與達利博爾·里卡爾迪（英语：Dalibor Riccardi），聖馬力諾執政官[39]
- 帕特里斯·特羅瓦達，聖多美與普林西比總理[39]
- 米洛什·武切維奇，塞爾維亞總理[39]
- 羅伯特·戈洛布，斯洛維尼亞總理[51]
- 烏爾夫·克里斯特松，瑞典總理[52]
- 福雷·納辛貝，多哥總統[39]
- 弗拉基米爾·澤連斯基，烏克蘭總統[45]
- 威爾斯親王威廉，代表英國出席[53]
- 吉兒·拜登，美國第一夫人，以及其女兒艾希莉·拜登[45]
- 唐納·川普，美國前總統兼後任總統[53][45]
- 大主教塞萊斯蒂諾·米列列（英语：Celestino Migliore），教廷駐法國聖座大使，代表教宗方濟各出席[22][23]

國際組織
- 阿蘭·貝爾塞，歐洲委員會秘書長，與其配偶穆里耶爾·澤恩德（Muriel Zeender）[39]
- 萝伯塔·梅措拉，歐洲議會議長，與其配偶烏科·梅措拉（Ukko Metsola）[39]
- 奧德蕾·阿祖萊，聯合國教科文組織總幹事，與其配偶弗朗索瓦-澤維爾·拉巴拉克（François-Xavier Labarraque）[39]
- 托馬斯·巴赫，國際奧林匹克委員會主席[39]
- 路易絲·穆希基瓦博，法語國家及地區國際組織秘書長[39]
- 馬賽厄斯·科爾曼，經濟合作與發展組織秘書長[39]
- 克里斯蒂娜·拉加德，歐洲中央銀行總裁

## 外部連結
- . www.notredamedeparis.fr. 2024-12-11  [2025-01-06]. （原始内容存档于2025-01-06）.

- Re-Opening Ceremony for Notre Dame in Paris, December 7, 2024 at C-SPAN